# Last-Minute Lies
" Last-Minute Lies " – drugi minialbum norweskiej blackmetalowej grupy Fleurety.

## Lista utworów
1. "Facets" – 4:56
2. "I Saw Claws" – 6:14
3. "Vortex" – 8:01
4. "Outro" – 1:07

## Twórcy
- Alexander Nordgaren – gitara, gitara basowa
- Svein Egil Hatlevik – perkusja, śpiew, syntezator

## Muzycy występujący gościnnie
- Mari Solberg – saksofon
- Karianne Horn – śpiew (piosenka 1, 2)
- Ayna B. Johansen – śpiew (piosenka 3)